# Ralf Scherbaum
Ralf Scherbaum (né le 19 mars 1973 à Wurtzbourg) est un ancien footballeur professionnel allemand.

## Biographie
Scherbaum est découvert au TSV Grombühl, où il joue dans l'équipe des jeunes avec Frank Baumann. Parallèlement, il effectue un apprentissage d'électricien.
Scherbaum entre au 1. FC Schweinfurt 05 en 1992 et y joue jusqu'en 1994.
À partir de 1994, Scherbaum joue pour le TSV Vestenbergsgreuth dans la nouvelle Regionalliga Süd. Il fait partie de l'équipe qui remporte la sensationnelle victoire 1-0 contre le Bayern Munich au premier tour de la Coupe d'Allemagne de football le 14 août 1994.
En 1996, il retourne au 1. FC Schweinfurt 05. Il joue une trentaine de matchs au niveau professionnel, dans le championnat d'Allemagne de football de deuxième division 2001-2002.
Lors de la saison 2004-2005, Scherbaum retourne dans son club formateur, le Würzburger FV, dont il fait partie jusqu'en 2010. Scherbaum est élu meilleur gardien de but de la Bayernliga lors de la saison 2007-2008.
En 2009, Scherbaum devient entraîneur adjoint du Würzburger FV. Au cours de la saison 2012-2013, Scherbaum rejoint le TSV Kleinrinderfeld en tant qu'entraîneur adjoint. Il occupe le même poste au TSV Lengfeld à partir de 2015.

## Source
- (de) Cet article est partiellement ou en totalité issu de l’article de Wikipédia en allemand intitulé « Ralf Scherbaum » (voir la liste des auteurs).